# Ørjan Nilsen
Ørjan Nilsen (ur. 14 czerwca 1982 roku w Kirkenes) – norweski DJ i producent muzyczny. Karierę rozpoczął w 2004 zyskując sobie coraz większą liczbę fanów. W 2011 wydał swój debiutancki album In My Opinion.

## Dyskografia

### Albumy
- 2011 In My Opinion
- 2013 No Saint Out Of Me
- 2018 Prism
- 2019 The Devil Is In The Detail

### Single
2006
- Arctic Globe / Prison Break
- Red Woods (jako DJ Governor)
- High Pressure

2007
- Lost Once (vs. Octagen)
- Orlando
- Beat Design / Rain (razem z O & R)
- In Fusion / Spawns
- Gobstice / Adamantica (jako Orion)

2008
- Black Mamba / Down & Dirty
- Scrubs / La Guitarra

2009
- Tears In The Rain

2010
- Sanctuary / The Odd Number
- Lovers Lane
- So Long Radio
- John O'Callaghan and Timmy & Tommy - "Talk to Me" (Subculture)(Remix by Ørjan Nilsen)

2011
- Shades Of Grey / Pale Memories (jako DJ Governor)
- Go FAST!
- Between The Rays
- Mjuzik
- Agnus
- Anywhere But Here (feat. Neev Kennedy)
- Viking
- Atchoo

2012
- Legions
- Lucky Strike
- Amsterdam
- Endymion
- PhireWorX
- Burana
- Filthy Fandango
- Belter (& Armin van Buuren)
- Copperfield

2013
- No Saint Out Of Me (feat. Natalie Peris)
- Violetta
- XIING
- Mafioso
- Hands (feat. Senadee)
- Hurricane (feat. Christina Novelli)
- Untouchable (jako OVO)
- In The Air (feat. Adam Young)
- This Traktor
- Apart (feat. Jonathan Mendelsohn)
- Smile Honey
- Knobtwister
- You Will Never Be

2014
- The Late Anthem
- Fair Game (with Cosmic Gate)
- Shenanigans

2015
- Amis Ama
- Too Early Anthem
- Now We Are Talking
- Don
- The Edge

2016
- Iconic
- Kilowatts
- Los Capos (vs KhoMha)
- Flashlight (& Armin van Buuren)

2017
- Drowning (feat. IDA)
- The Hardest Part (feat. Rykka)
- Without Kontakt (feat. R-Lend)
- Booya (x Ruben de Ronde x Rodg)
- Hi There Radio
- Acid Reflux
- Swoosh
- Tradekraft
- Renegades (& Jochen Miller)

2018
- "Million Miles Away"
- "Navigator"
- "In A Thousand Ways" (featuring Rykka)
- "That One Night"
- "What a Rush"
- "Savour This Moment"
- "Love Rush In"

2019
- "Wait 4 It"
- "Reminiscence"
- "Shriek"
- "Fomo"
- "Badoo"
- "The Chosen One"
- "Once There Were Raves"
- "Don't Need to Know Your Name"
- "Kiara"